# Belagerung von Geldern (1757)
Geldern – Hastenbeck – Rheinberg – Krefeld – Sandershausen – Mehr – Lutterberg – Bergen – Minden – Gohfeld – Fulda – Korbach – Emsdorf – Warburg – Rhadern – Kloster Kampen – Langensalza – Saalfeld – Vellinghausen – Arnsberg – Wilhelmsthal – Lutterberg – Brücker Mühle
Die Belagerung von Geldern war eine militärische Konfrontation während des Siebenjährigen Krieges. Sie dauerte vom 14. April bis zum 23. August 1757. Die von einer preußischen Garnison verteidigte Festung Geldern wurde dabei von französischen Verbänden und deren österreichischen Verbündeten eingeschlossen und musste schließlich gegen freien Abzug kapitulieren.

## Hintergrund
Als der Kriegseintritt Frankreichs offensichtlich wurde, hatte König Friedrich II. von Preußen keine Hoffnung, die westlichen preußischen Provinzen am Rhein (das Herzogtum Kleve, Teile des ehemaligen Herzogtums Geldern und die Grafschaft Moers) erfolgreich verteidigen zu können. Bereits am 12. Januar 1757 ordnete er den Abtransport aller Geschütze aus der Hauptfestung Wesel an. Am 24. März räumte die Besatzung (3 Regimenter, 18 Geschütze) unter Generalleutnant von La Motte die Festung und zog auf Lippstadt ab, wo sie als preußisches Kontingent zur verbündeten Observationsarmee stoßen sollte.
La Motte war ursprünglich Gouverneur der kleinen Festung Geldern und musste nun durch Oberst Friedrich Wilhelm von Salmuth vertreten werden. Salmuth verfügte über das Garnisonsbataillon La Motte sowie Teile der Garnisons-Kompanie aus Moers, die im Oktober 1756 dorthin verlegt worden waren. Diese 720 Mann hatten zwar Vorräte für sechs Monate, galten aber aufgrund ihrer Zusammensetzung (ausländische Deserteure und Überläufer) als unzuverlässig.

## Verlauf

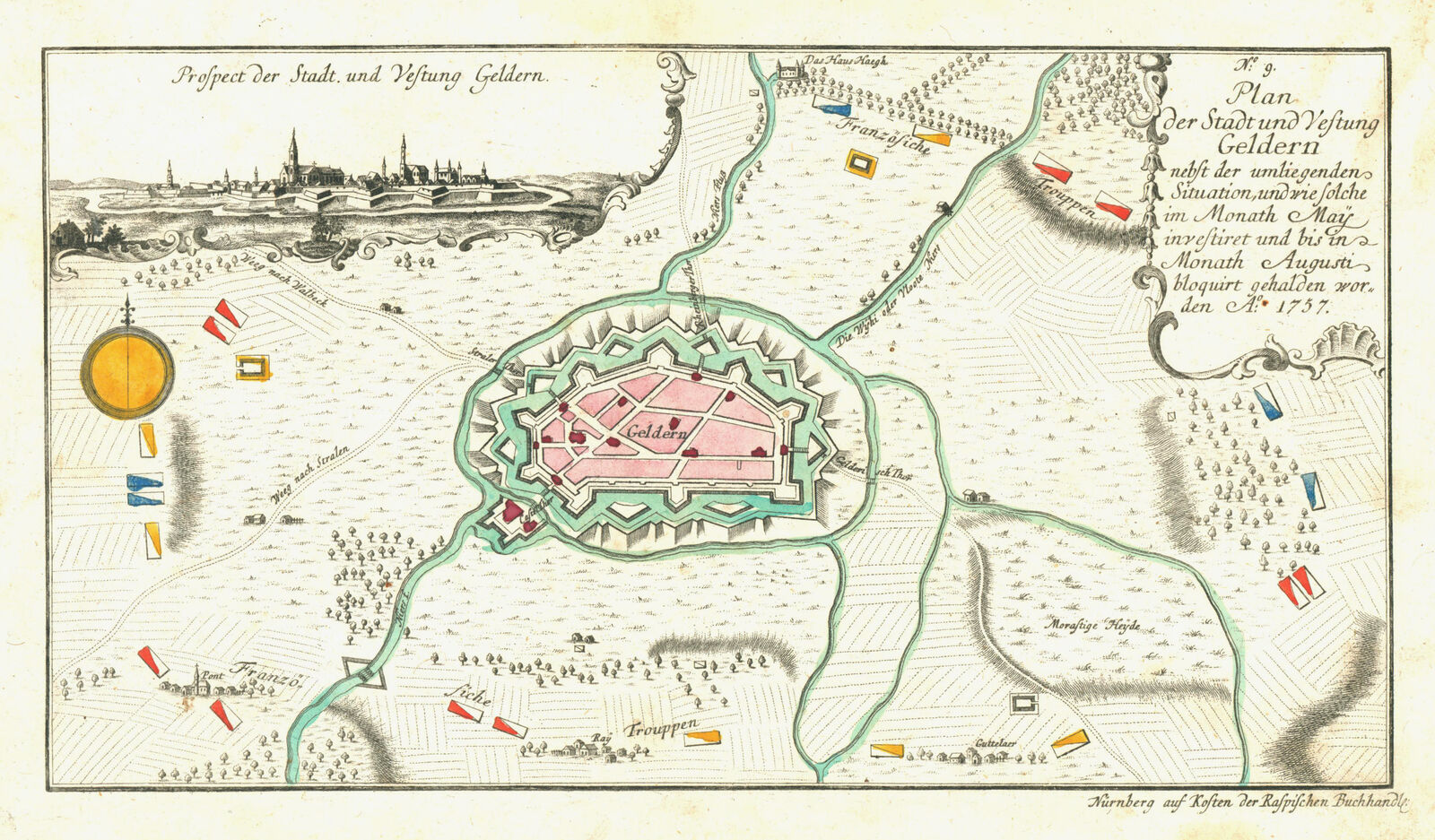
"Plan der Stadt und Vestung Geldern, nebst der umliegenden Situation ..." - Karte der Belagerung von der preußischen Festung Geldern durch Franzosen und Österreicher im Jahr 1757.

Französische und österreichische Voraustruppen begannen bereits Ende März mit der Erkundung der Festung und ihrer Umgebung, wo von Salmuth gerade dabei war, durch Aufstauung der Kanäle die Wiesen zu überschwemmen. Ab dem 3. April standen diese Voraustruppen unter dem Kommando des Maréchal de camp Marquis de Saint-Chamans und begannen ab dem 14. April mit der Einschließung der Festung.
Der Oberkommandierende der französischen Armee Maréchal duc d’Estrées, der gerade in Wesel eingetroffen war, entschied sich zunächst für eine reguläre Belagerung der Festung. Er stellte am 1. Mai dazu nicht weniger als 17 Bataillone (davon ein österreichisches) unter dem Lieutenant-général Marquis d’Armentières ab, die zunächst mehrere Lager rund um Geldern bezogen. Die Belagerungsarbeiten verliefen weitgehend ereignislos. Die Garnison unternahm zwei ergebnislose Ausfälle und beschränkte sich ansonsten auf die gelegentliche Beschießung der französischen Stellungen. Um möglichst lang durchhalten zu können, waren viele Zivilisten von Salmuth angewiesen worden, die Stadt zu verlassen. Ein französischer Offizier hielt dazu fest:

„Alle Mönche und Einwohner, die nicht genug Nahrung für drei Monate hatten, wurden außerhalb der Mauern geschickt. Das zeigt, dass sie sich noch lange halten werden. Sie haben gut daran getan, ihre nutzlosen Esser loszuwerden, aber die blockierenden Truppen handelten falsch, als sie sie passieren ließen. Sie hätten sie mit Drohungen oder Musketenfeuer zurücktreiben sollen. Ihre Eltern und Freunde hätten den Gouverneur gezwungen, sie wieder aufzunehmen.“

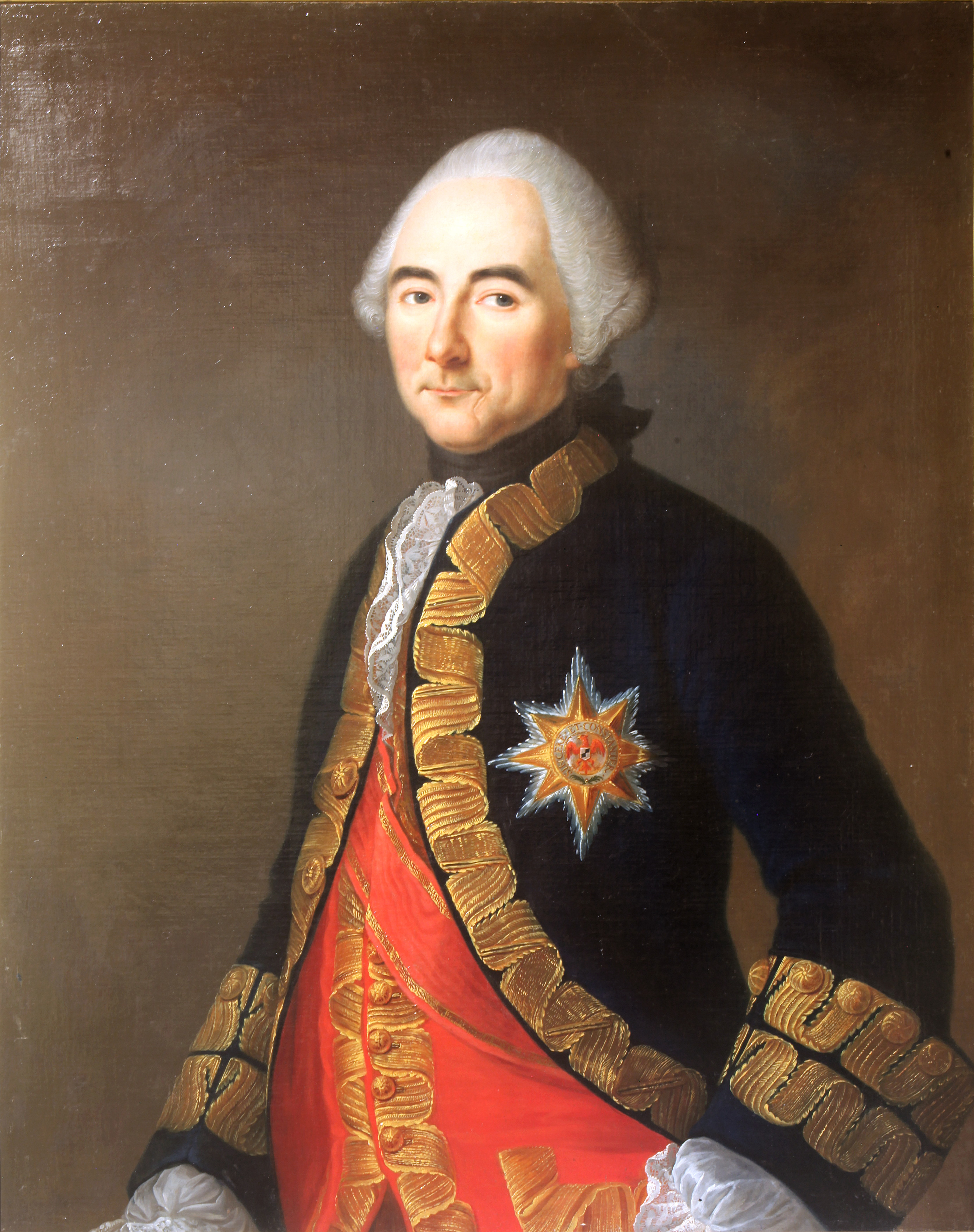
Jean-Jaques de Beausobre

Bald machten die Belagerer die gleiche Erfahrung, wie sie die Preußen sie bei ihrem Angriff auf Geldern im Jahr 1703 (→ Belagerung von Geldern) gemacht hatten: Das sumpf- und wasserreiche Gelände ließ eine reguläre Belagerung kaum durchführbar erscheinen und so wurde entschieden, die Stadt lediglich zu blockieren und die Masse der französischen Truppen an anderer Stelle einzusetzen. Der Marquis d’Armentières zog deshalb ab und Ende Mai waren nur noch 7 Bataillone unter dem Befehl des Maréchal de camp Jean-Jacques de Beausobre zurückgeblieben. Ein weiteres Problem war, dass im französischen Lager zahlreiche Offiziere mit guten Verbindungen zum Hof in Versailles sich nicht unterordnen wollten. Beausobre schrieb später:

„Anfangs hatte ich einige Schwierigkeiten, denn ich hatte viele Bataillone unter dem Kommando von Obersten, die Unterstützung bei Madame de Pompadour genossen und das Land ausplünderten. Ich maßregelte sie. Daraufhin schrieben sie dicke Folianten an diese Dame, sandten ihr Projekte über Dinge, von denen sie keinerlei Ahnung hatten, und sie fand diese bewundernswert. Sie zeigte sie dem König und veranlasste daraufhin ein Schreiben an den Marschall [ d’Estrées ], der mir seine Anweisungen zukommen ließ, die betreffenden Herren mitsamt ihren Regimentern zur Armee zurückzuschicken und mich – wie er sagte – von diesen kleinen Herrschaften zu befreien.“

Ab dem Sommer standen daher nur noch vier Bataillone (ein österreichisches vom Regiment Los Rios, zwei vom Regiment Lowendahl, eines vom Regiment Périgord) vor Geldern. Beausobre stand vor zwei Problemen. Zum einen verfügte er seiner Ansicht nach nicht mehr über genügend Truppen, um die Festung direkt einnehmen zu können. Zum anderen sorgten großflächige Überschwemmungen dafür, dass förmliche Belagerungsarbeiten nicht möglich waren. Die Festung blieb daher eher blockiert als belagert. Trotzdem ließ Beausobre seine Männer im Schwimmen und den Umgang mit Booten exerzieren, um irgendwann eventuell doch die Stadt stürmen zu können. Die Aufklärung aller Untiefen in den Gräben, der Brückenpfeiler und Gewohnheiten der Preußen wurden durch nächtliche Späher sehr weit vorangetrieben.
Diese Blockade gestaltete sich zäh, wobei die Franzosen nun auch zu Mitteln der psychologischen Kriegsführung griffen. Nachdem man durch Überläufer erfahren hatte, dass die preußische Garnison aus unzuverlässigen Soldaten bestünde, ließ Beausobre die feindlichen Befestigungen aus speziell in Lüttich hergestellten Sprachrohren mit demotivierender Propaganda beschallen, um die Soldaten gegen ihre Offiziere aufzuwiegeln und zum Überlaufen aufzufordern. Tatsächlich soll es daraufhin in der Festung zu Tumulten gekommen sein, in deren Verlauf sieben Soldaten standrechtlich erschossen wurden. Letztendlich konnten die Offiziere die Ordnung immer wieder herstellen. Die Verteidigung der Preußen konzentrierte sich danach auf den Hauptwall. Der vorgelagerte gedeckte Weg wurde lediglich von zuverlässigen Soldaten und Unteroffizieren patrouilliert.

## Übergabe und Nachwirkungen

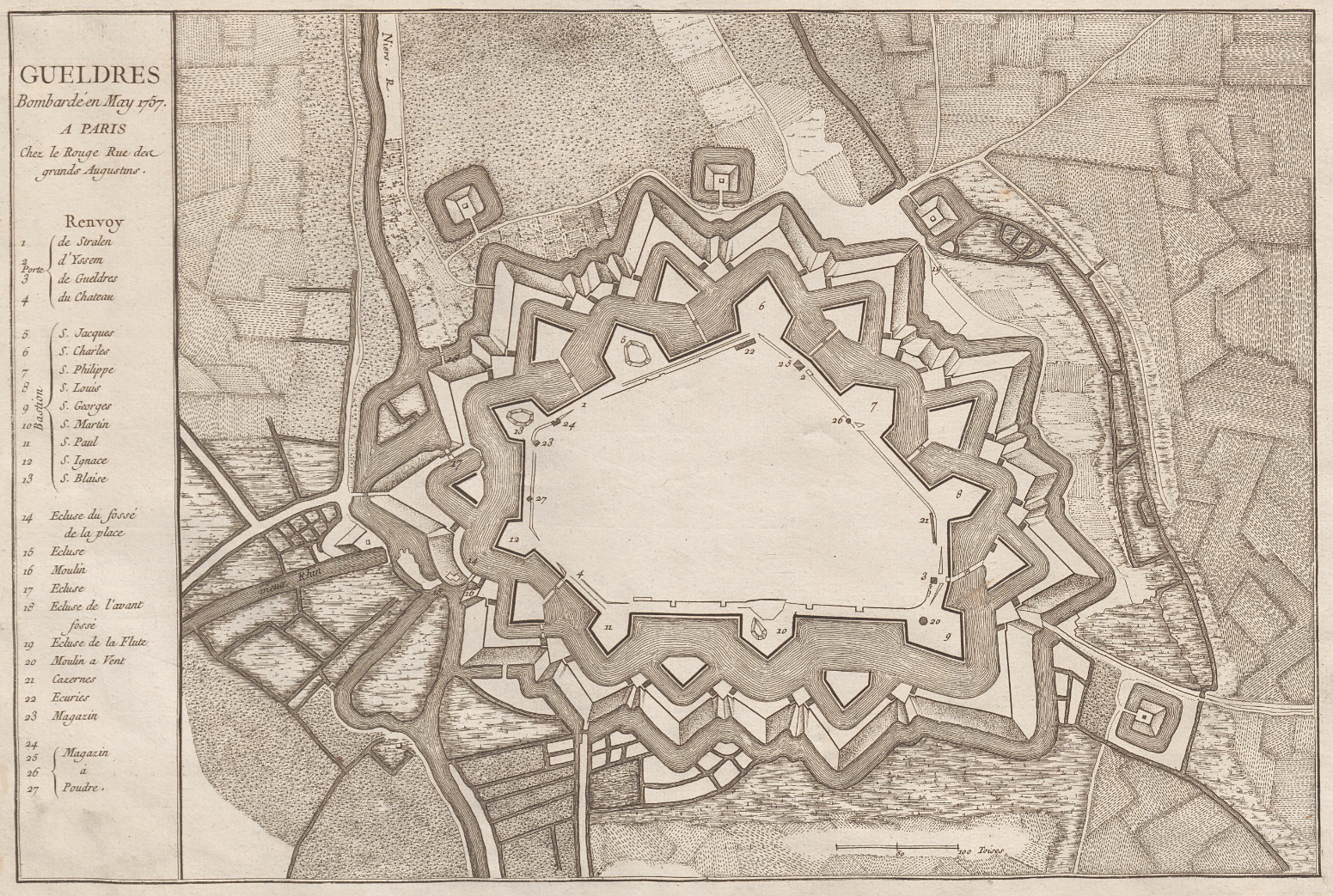
Plan der Festungswerke von Geldern mit französischer Beschriftung (nach 1757)

Die ohnehin nur geringe Aussicht auf Entsatz durch die alliierte Observationsarmee zerschlug sich durch deren Niederlage in der Schlacht bei Hastenbeck (26. Juli 1757) und Rückzug hinter die Weser endgültig. Mitte August waren die Vorräte der Besatzung schließlich soweit aufgebraucht, dass nur noch für 5 Tage Rationen übrig waren. Zudem waren die Vorbereitungen der Franzosen für einen Angriff nicht verborgen geblieben. Salmuth ließ deshalb am 10. August Verhandlungen mit den Belagerern erbitten. Diese zogen sich in die Länge, da auch das Votum des französischen Oberkommandos eingeholt werden musste, das erst am 21. August eintraf. Salmuth vereinbarte daraufhin am 22. August die Übergabe der Festung. Zwar musste er die französischen Deserteure in seinen Reihen ausliefern, der Rest der Besatzung erhielt jedoch freien Abzug ab dem 23. August 1757. Nach einem Generalpardon der Österreicher und Franzosen soll jedoch der größte Teil des preußischen Bataillons desertiert und in deren Dienste übergetreten sein, sodass nur 48 Mann unter dem Kommandeur des Bataillons Major von Rhaden den Marsch nach Berlin antraten.
Beausobre diente weiterhin als Kavallerieoffizier und wurde 1761 schließlich selbst Gouverneur der Festung Geldern.
Die Besatzung marschierte über Magdeburg und erreichte im Oktober schließlich Berlin, wo sie sogleich in den Überfall auf Berlin durch österreichische Husaren verwickelt wurde. Für seine Verdienste erhielt Salmuth 1758 zwar die Beförderung zum Generalmajor. Er erlitt jedoch kurze Zeit später einen Schlaganfall, der seiner aktiven Karriere ein Ende setzte.